# Gyros

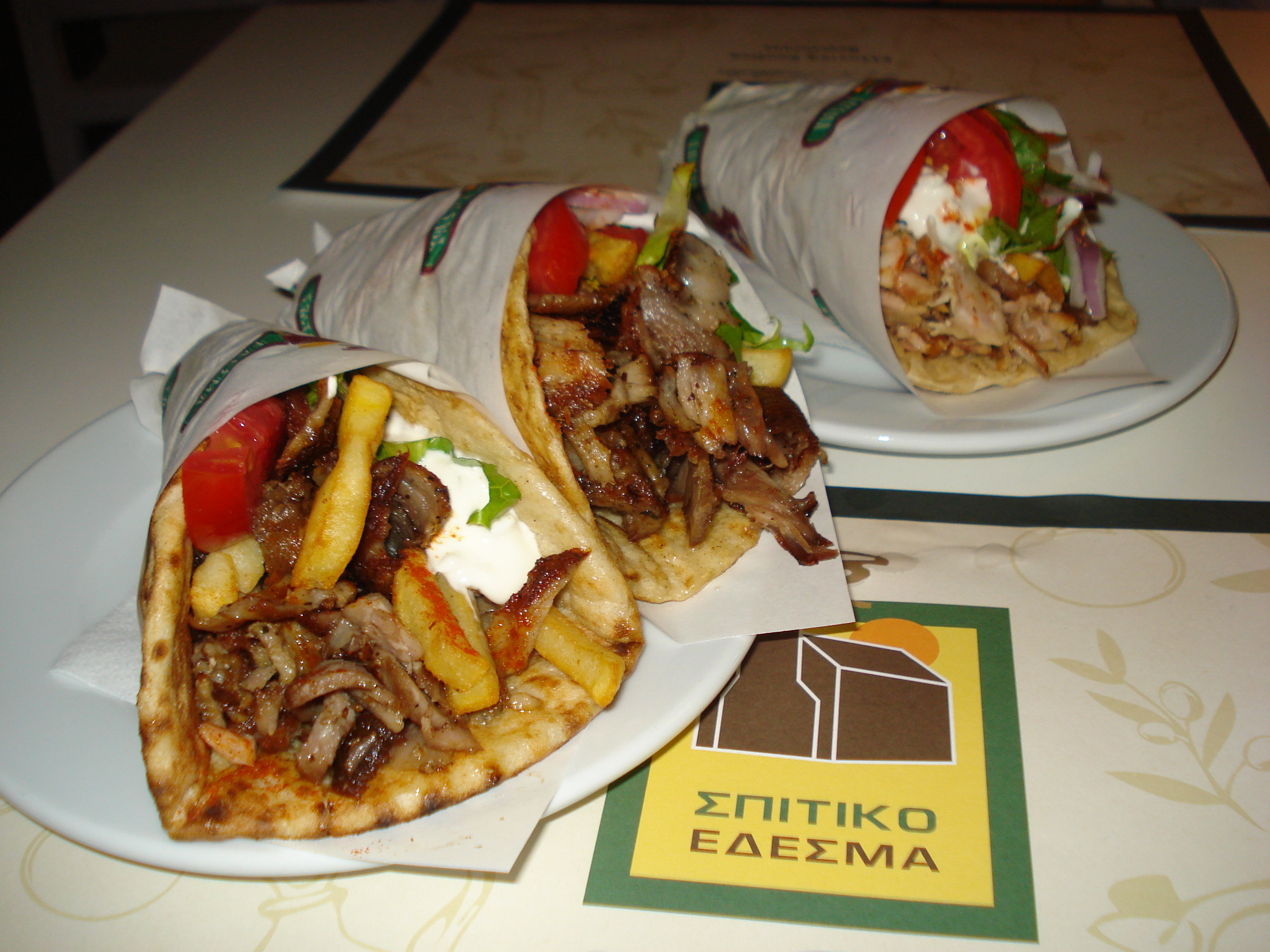
Gyros

Gyros ou gyro, lido "guíros" (em grego:  γύρος, guiros) é uma apresentação de carne assada num forno vertical, servida num pão de pita ou sanduíche. Como acompanhamento da carne incluem-se algumas verduras e molhos. Os mais comuns acompanhamentos são o tomate, a cebola e o molho tzatziki.
Na Grécia o gyros foi denominado ντονέρ "don'er" procedente do turco Döner kebab (que significa literalmente "assado giratório"), diferenciando-se deste por poder levar carne de porco; "γύρος" é um do nome grego que significa "giratório/rotatório". O shawarma árabe e os tacos al pastor mexicanos são pratos muito similares.

## Comidas similares
- Döner kebap (Culinária da Turquia)
- Shawarma (Culinária árabe)
- Tacos al pastor (Culinária do México)
- Souvlaki (Culinária da Grécia)